# Soungouf

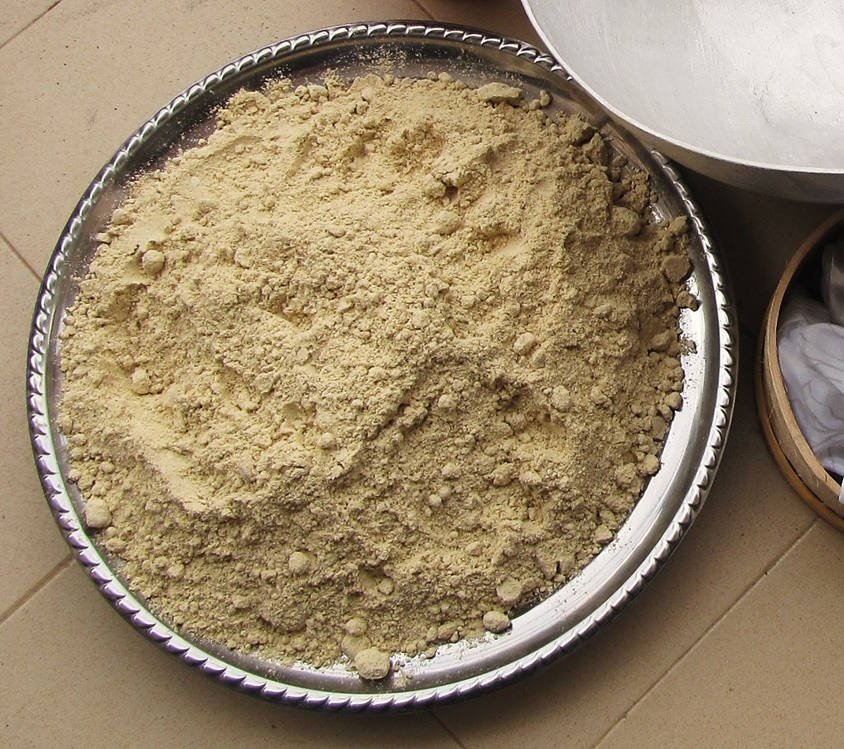
Farine de mil (soungouf)

Le soungouf – du wolof sunguf – est une farine de mil utilisée en Afrique de l'Ouest, particulièrement au Sénégal, en milieu wolof ou lébou, pour différentes préparations telles que le lakh, le couscous thiéré, la sauce mboum ou le rouy (ruy), une sorte de porridge donné aux jeunes enfants, en tant que « bouillon de sevrage ». On lui prête également des vertus thérapeutiques, voire magiques.

## Préparation du rouy

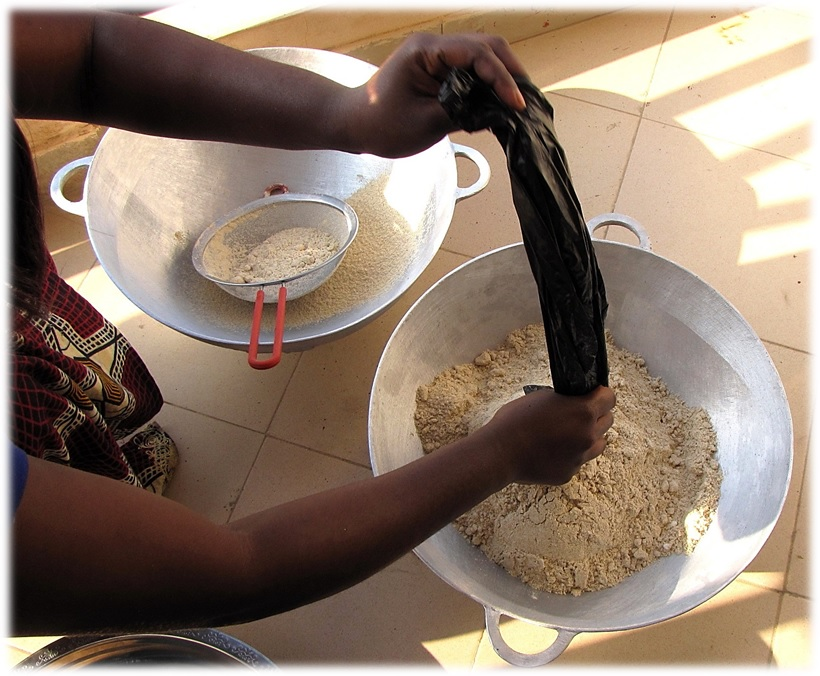
Tamiser
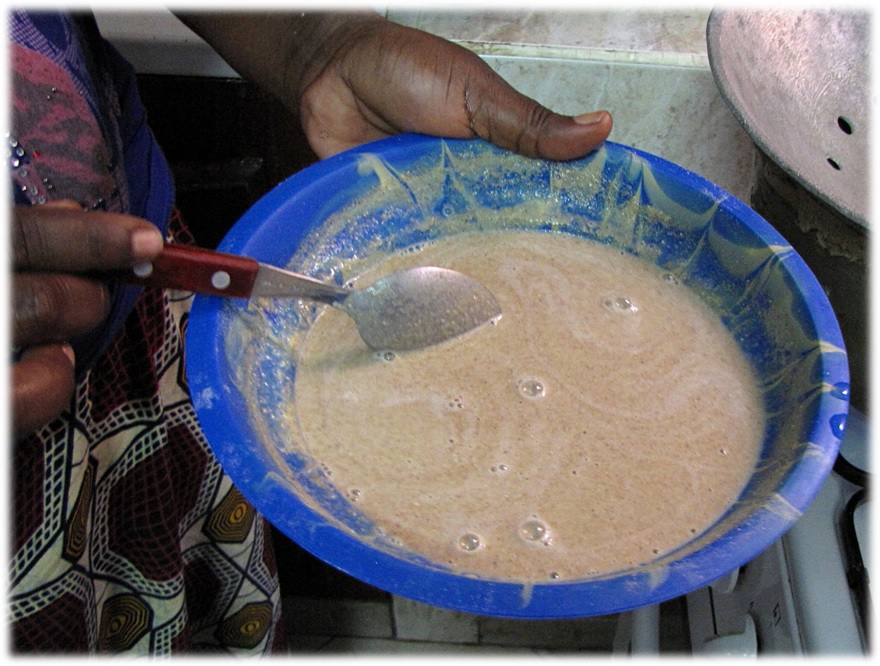
Ajouter de l'eau
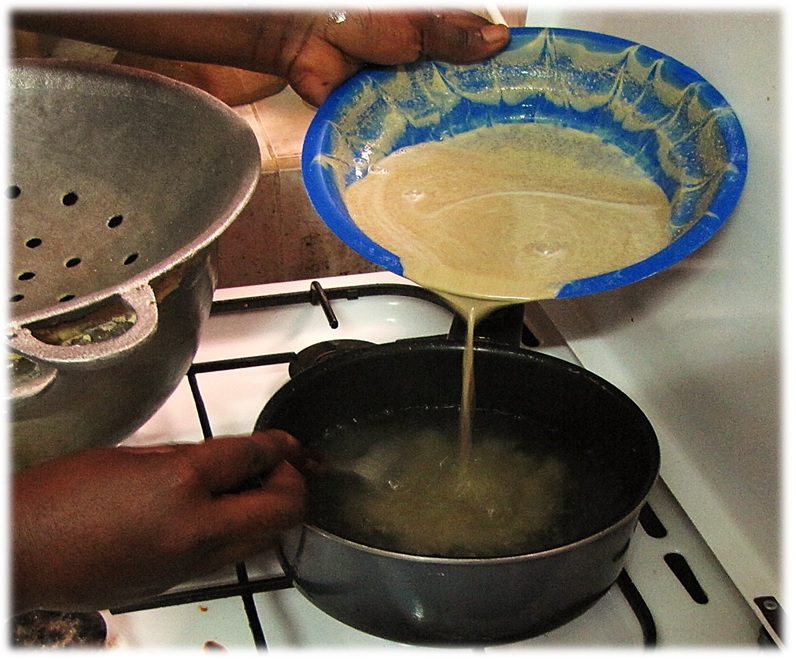
Faire bouillir
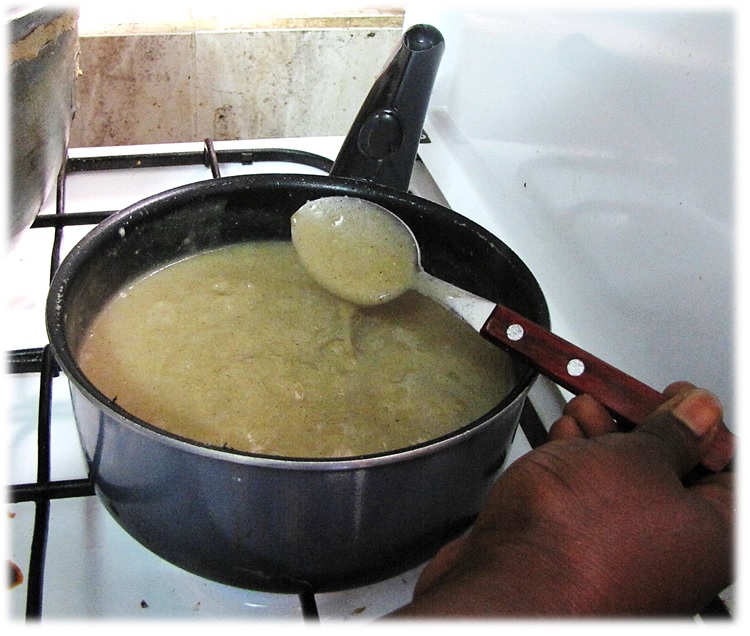
Laisser épaissir
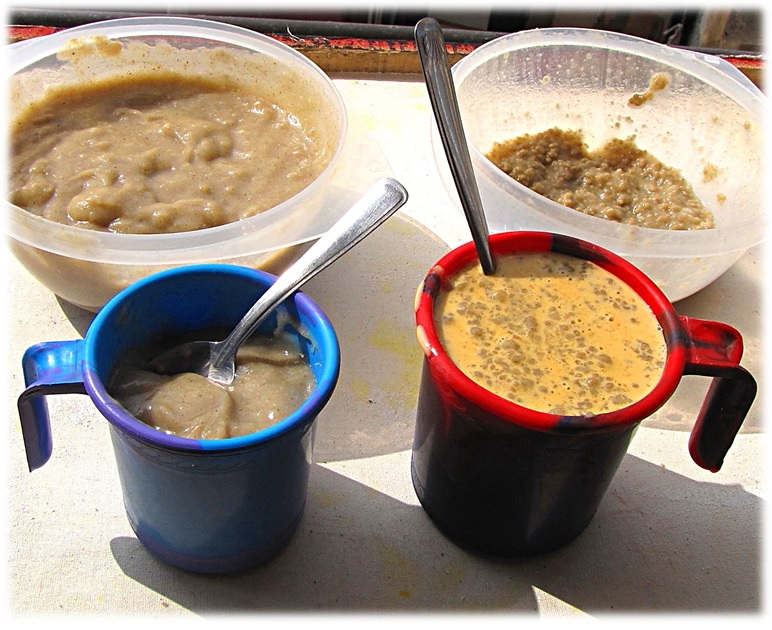
Servir

## Autres utilisations

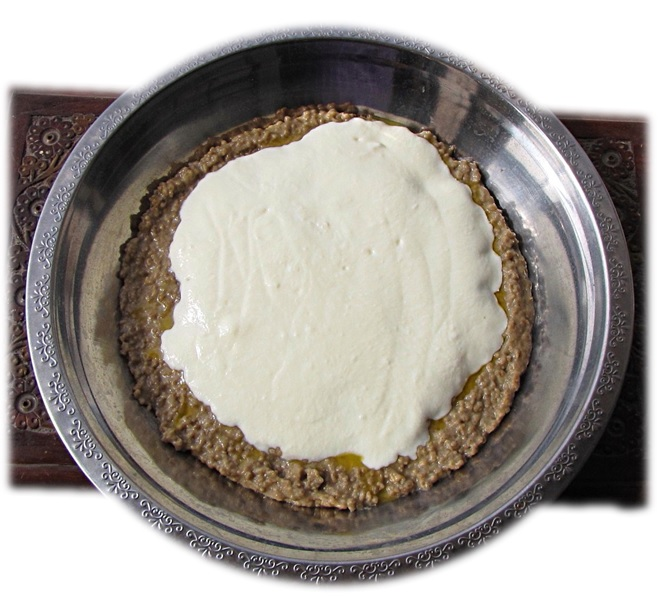
Lakh
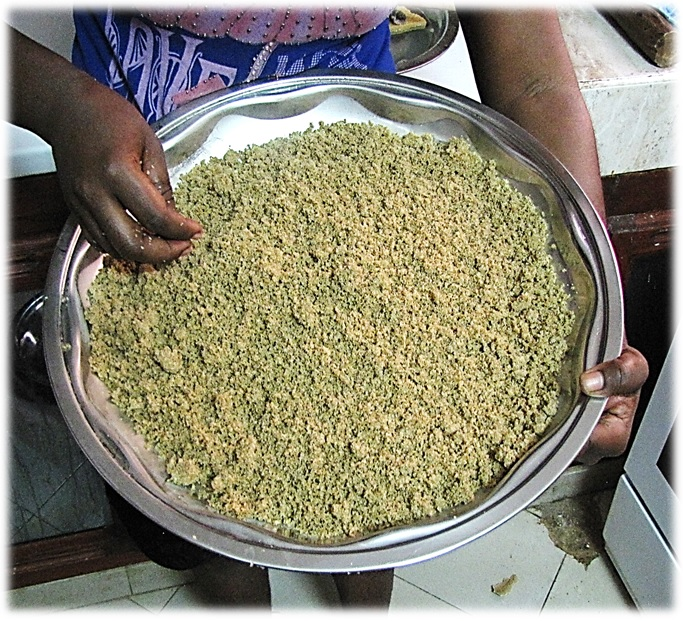
Couscous thiéré
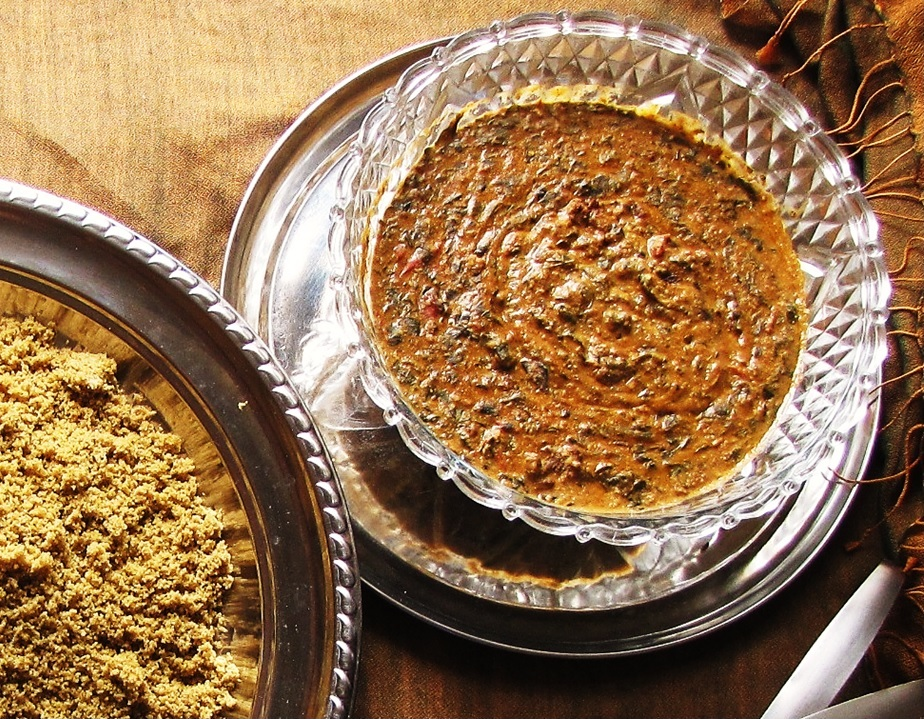
Sauce mboum